# Entrange
Entrange è un comune francese di 1 343 abitanti situato nel dipartimento della Mosella nella regione del Grand Est.

## Storia

### Simboli
Lo stemma del comune si blasona: 
Nello stemma sono affiancati i simboli degli antichi padroni del territorio di Entrange: a destra la signoria di Rodemack, e a sinistra l'abbazia lussemburghese di Münster.

## Società

### Evoluzione demografica
Abitanti censiti